# Palácio Hotel do Buçaco
Das Palácio Hotel do Buçaco (auch Bussaco Palace Hotel) ist ein Hotel oberhalb des Kurortes Luso, in Mittel-Portugal.

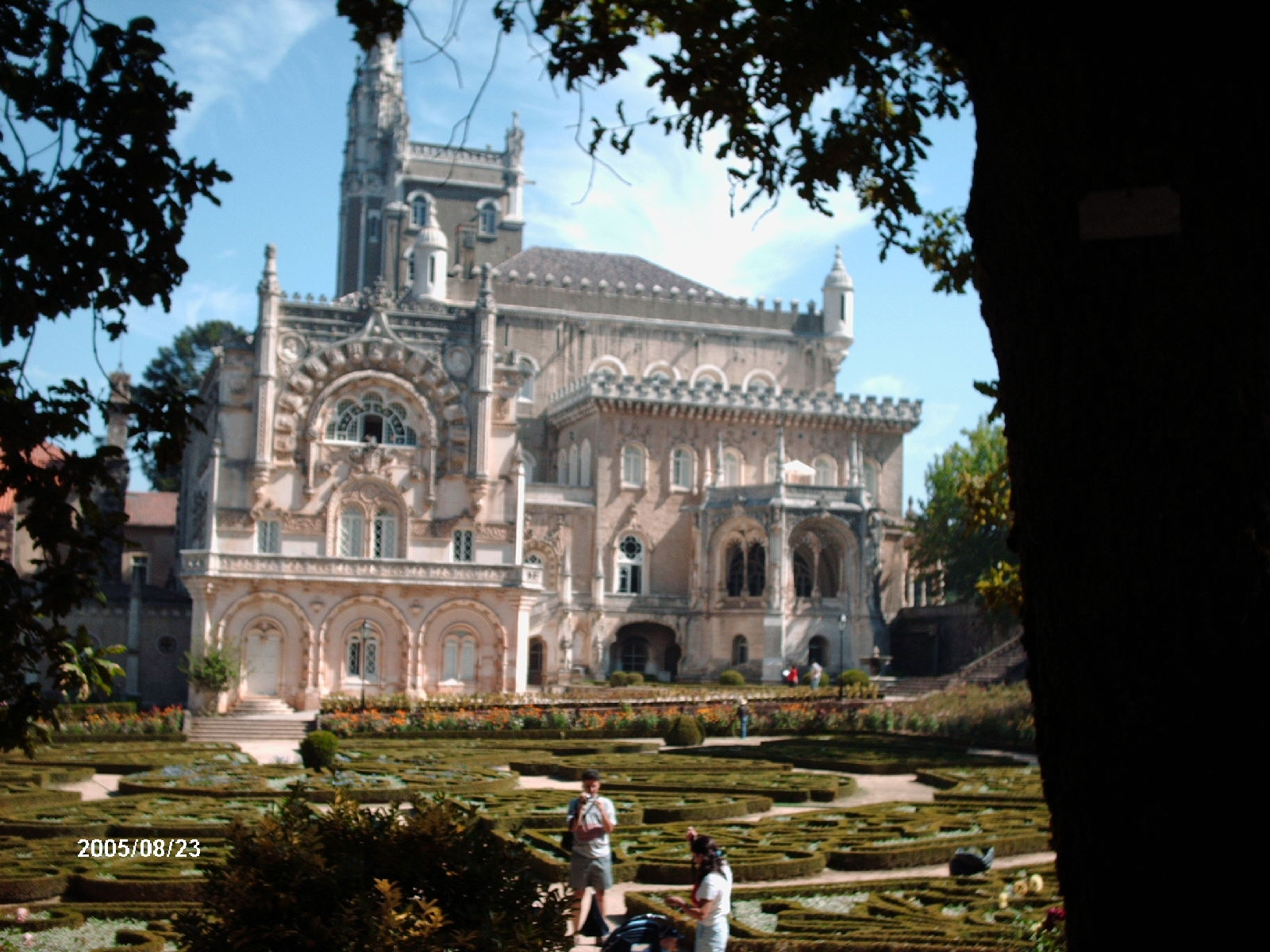
Der Palácio do Buçaco

Der Palácio do Buçaco wurde von König Karl I. 1887 bis 1907 als geplante Sommerresidenz für seine Gemahlin Amélie von Orléans errichtet und gilt als letztes Vermächtnis der portugiesischen Könige. 1910 wurde der Palast im Zuge der Abschaffung der portugiesischen Monarchie in ein Luxushotel umgewandelt. Es gehört heute zu einer 1917 gegründeten portugiesischen Hotelgruppe, die sechs historische Hotels in Portugal führt. Das Palácio Hotel do Buçaco ist seit 2018 als Monumento Nacional eingestuft.
Vom Gebäude und seinen Parkanlagen aus führen verschiedene Wander- und Spazierwege durch die umliegende Serra do Buçaco.

## Beschreibung
Die Pläne für das Hauptgebäude des Palácios stammen vom italienischen Architekten Luigi Manini (1848–1936), der damals als Bühnenbildner am Nationaltheater von São Carlos wirkte, aus den Jahren 1886/87. Der Bau des Hauptgebäudes wurde 1897 abgeschlossen. Es bildet mit dem ihn umgebenden Park ein architektonisches, botanisches und landschaftsgärtnerisches Ensemble. Luigi Manini folgten während der späteren Bauphasen, für die Teile des Klosters Convento de Santa Cruz do Buçaco abgerissen wurden, Nicola Bigaglia, José Alexandre Soares und Manuel Joaquim Norte Júnior als Architekten nach.

### Außenansicht des Hauptgebäudes
Das dreistöckige Gebäude, das heute das Palasthotel beherbergt, ist im eklektizistischen Stil des Neomanuelinik erbaut und besitzt als dekorativen Höhepunkt zusätzlich noch einen mit einer Galerie umgebenen Aussichtsturm. Es finden sich hier Schmuckmotive, gearbeitet aus Ançã-Stein, wieder, die vom Torre de Belém stammen, Motive aus dem Kreuzgang des Lissaboner Hieronymusklosters, sowie Arabesken und Verzierungen aus dem Konvent der Christusritter von Tomar, die auf eine Flamboyantgotik mit romantischen Episoden anspielen und einen Kontrast zur klösterlich nüchternen Strenge bilden.
An der Südfassade befindet sich ein nach außen vorspringender prismatischer Wintergarten (Floreira), mit doppelbogigen Fenstern an den Seiten und Pfeilern mit Wasserspeiern an seinen Eckpunkten. Er steht auf einem Podium mit kleinen Rundbogenfenstern. Das Erdgeschoss ist von einer Galerie umgeben, deren Bögen auf verdrillten Säulen ruhen und deren Maßwerk wie die paarigen Henkel eines Korbes wirkt. Diese Galerie wird von einer Kassettendecke über einem Fries aus Azulejos bedeckt. An der rechten Seite der Nordfassade findet sich an einem Strebepfeiler eine Statue der geflügelten Siegesgöttin, gekrönt von einer großen skulptierten Fiale. Das zweite Stockwerk ist zurückgesetzt und besitzt Rundbogenfenster, deren Dekor miteinander verwobene Pflanzenmotive zeigt. Es wird überragt von einer Art „Wehrgang“, der von Zinnen und Schilden eingerahmt wird, auf denen die Kreuze des Christusritterordens eingraviert sind. Das dritte Stockwerk ist noch einmal zurückgesetzt und wird von einer Terrasse mit pyramidenförmigen Zinnen überragt, die an den Ecken zylindrische Wachtürmchen besitzt.

### Nebengebäude

#### Casa dos Brasões (Haus der Wappen)

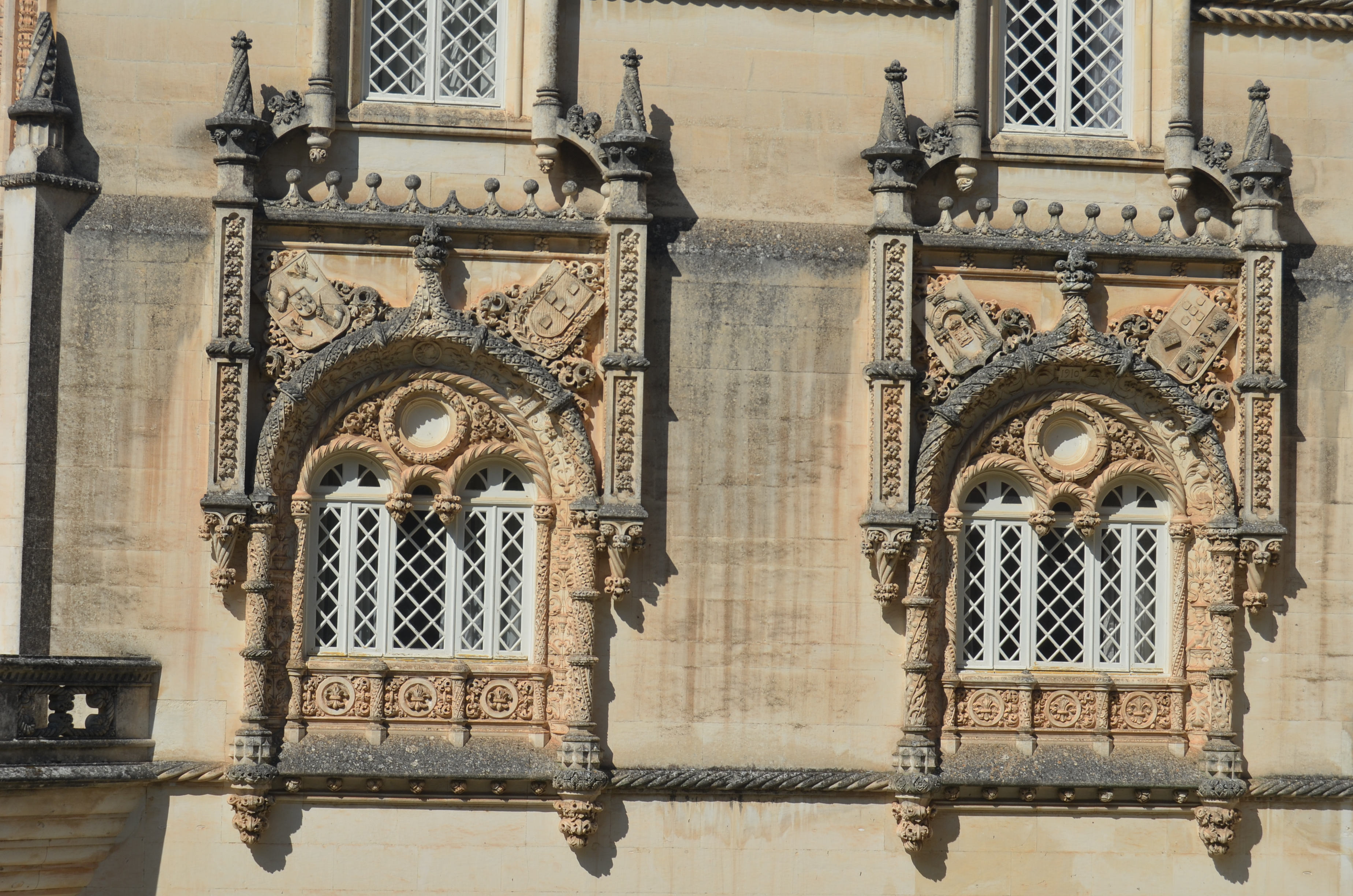
Ostfassade, Fenster des ersten Obergeschosses

Dieses Gebäude, damals als Anexo Real bezeichnet, wurde 1905 von Manuel Joaquim Norte Júnior erbaut. An der seiner Ostfassade sind im Erdgeschoss dreilappige Fensteröffnungen eingebaut, welche von gedrehten Säulen eingerahmt werden und einen zentralen Hängezapfen aufweisen. Das Dekor besteht aus Blumen und über den Hängezapfen befinden sich Medaillons mit Büsten portugiesischer Seefahrer. Im ersten Obergeschoss gibt es zwei Fenster mit Rundbögen, die mit einem Baldachin mit Pflanzen- und Höhlenmotiven bekrönt sind. In den Zwickeln gibt es zwei Wappen und an den Fensterseiten floral dekorierte Pilaster. Den Abschluss bildet ein Gesims in Form von Tauwerk, bekrönt von einem mit Spitzen besetzten Band.

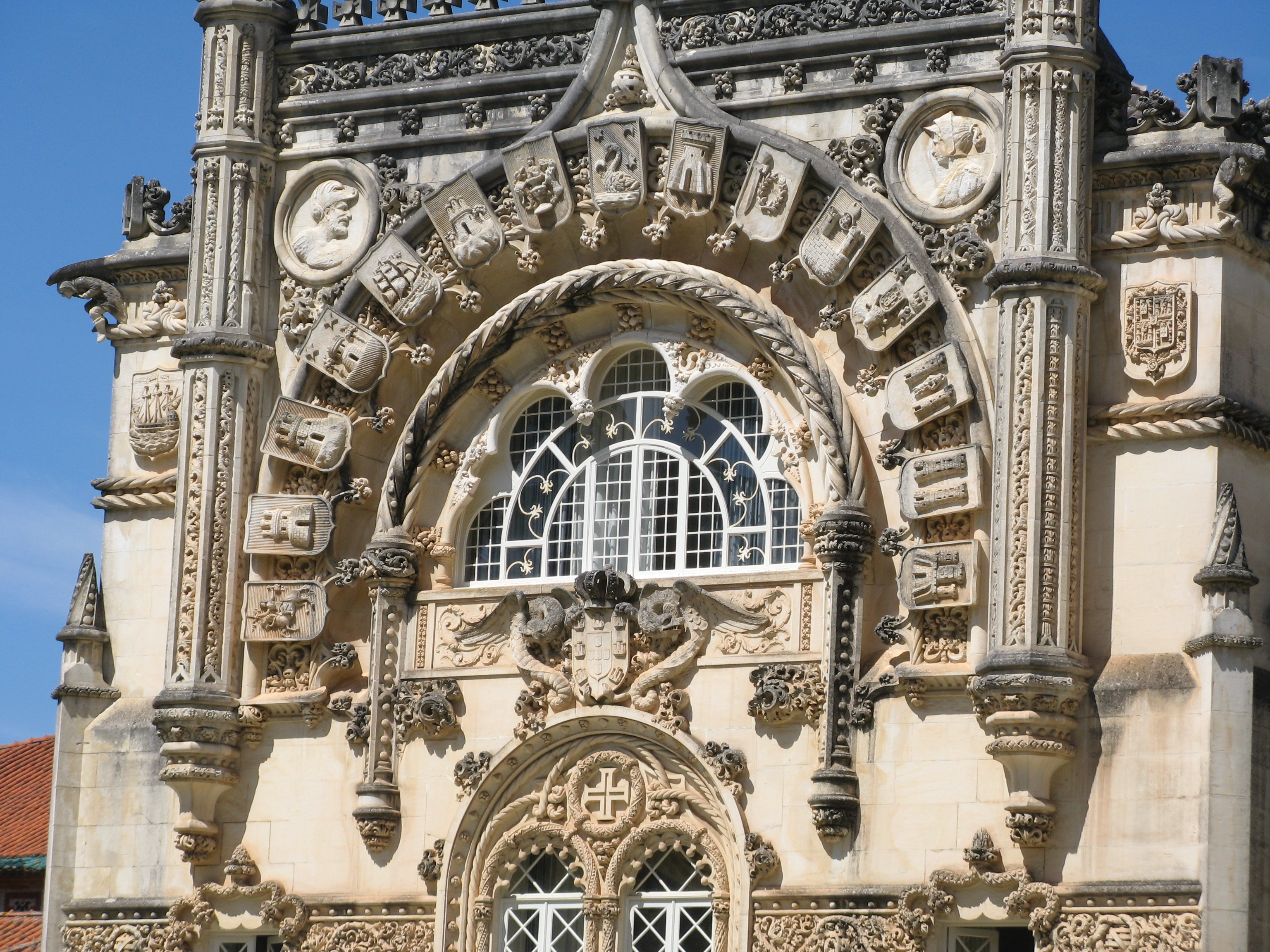
Südfassade, Alfiz mit Wappenfenster

An der Südfassade befindet sich im Erdgeschoss links eine Rundbogentüre mit doppelter Laibung und auf der rechten Seite zwei gleichartige Fenster, dazwischen in den Bogenfeldern die Kreuze des Christusordens. Darüber befindet sich ein auf Kragsteinen gelagerter Balkon mit einem spitzenartigen Geländer. Im zurückgesetzten ersten Obergeschoss ist sich in der Mitte ein Rundbogenfenster zu sehen, welches mit einem Medaillon im Tympanon verziert ist, das ebenfalls das Kreuz des Christusordens trägt. Auf jeder Seite gibt es noch ein kleines Fenster mit Sturz und vierlappigen Bekrönungen. Ein Fries mit Pflanzenmotiven verbindet die drei Fensteröffnungen. Das zweite Obergeschoss erhebt sich in einem von mächtigen, facettierten Säulen flankierten Alfiz und zeigt ein großes, halbrundes Fenster über einem Fries, auf dem zwischen geflügelten Schlangen das königliche Wappen Portugals liegt. Das Fenster wird von innen nach außen eingerahmt von einem Bogen aus Tauwerk und dann einem flachen Bogen mit Blumenrosetten, der mit 15 Bezirkswappen belegt ist und oben in einem Kiel mit Blumenkrone endet. In den Bogenfeldern befinden sich zwei Medaillons mit klassischen Büsten, seitlich der Säulen zwei Pilaster mit den Wappen von Lissabon und Porto. Von diesem Bogen hat das Haus seinen Namen erhalten.
An der dreistöckigen Westfassade befindet sich im Erdgeschoss ein spitzbogiges Fenster mit einer Bekrönung aus Tauwerk. Im ersten Obergeschoss befinden sich an der rechten Seite zwei Fenster in dreilappiger Form, zwischen ein Wappen mit drei Fleurs de Lis angebracht ist und die durch ein vertieftes Bogensegment verbunden sind. Auf der linken Seite sind es zwei Rundbogenfenster, die denen am hinteren Teils der Ostfassade ähneln. Das zweite Obergeschoss ist von vier Fenstern in Spitzbogenform gegliedert, die mit Kordelfriesen bekrönt sind. Flankiert werden die Obergeschosse von einem dreifach gegliederten, zweistöckigen Fenster, das von zwei Armillarsphären in den Bogenfeldern und einem zentralen Okulus gekrönt wird. Den Abschluss bildet ein kanneliertes Gesims.
Der Architekt Norte Júnior war auch für den Flügel verantwortlich, der die Casa dos Brasões mit der Casa dos Cedros verbindet.

#### Casa dos Cedros
Der Umbau des vorher als Casa do Cão (Hundehaus) bekannten Gebäudes lag 1899 in den Händen von Nicola Bigaglia (1841–1908). Im Osten befindet sich eine Treppe über einer rechteckigen Tür im Erdgeschoss, die zu einer überdachten Loggia im ersten Obergeschoss führt, über der sich im zweiten Obergeschoss zwei rechteckige Fenster befinden. Im Süden sieht man je zwei Fenster im Erd- und im ersten Obergeschoss. Im zweiten Obergeschoss gibt es ein dreiteiliges Rechteckfenster, das mit flachen Bögen mit Pflanzendekor bekrönt ist. Der Baukörper im Westen ist quaderförmig, wobei das nur hier existierende dritte Obergeschoss abgeschrägte Ecken aufweist. Im zweiten Obergeschoss befindet sich zum Süden hin ein Eckbalkon mit zwei Rundbogentüren.

#### Casa dos Pedrinhas (Haus der Steinchen)
An der Fassade dieses Gebäudes an der Nordwestseite des Gesamtkomplexes wurden weiße, schwarze, rosafarbene, orange und dunkelrote Mosaiksteinchen verwendet, um Paneele mit geometrischen (vorwiegend Mäander) und floralen Mustern zu bilden. Die linke Seite der Nordfassade ist zurückversetzt und weist im Erdgeschoss einen großen Korbbogen auf. Links oberhalb davon befindet ein großes Rundbogenfenster, das mit einem portugiesischen Wappen und einem darüber angebrachten Kreuz des Christusordens bekrönt ist. Vor diesem Fenster befindet sich eine Art steinerne Altarnische mit Doppelsäulen auf beiden Seiten, deren Basen links einen Adler und rechts einen Löwen zeigen. Die Säulenbasen ruhen wiederum auf Konsolen, aus denen zwei Engel mit Spruchbändern herausgearbeitet sind. Die kleinen Konsolen dazwischen tragen die vier Evangelistensymbole. In der Nische selbst erkennt man ein Wandgemälde der Madonna mit dem Jesuskind von Luigi Manini. Im Tympanon dieser Altarnische thront Gottvater, umgeben von Engeln. Rechts dieses großen Fensters befinden sich im ersten und zweiten Obergeschoss noch je ein Rechteckfenster.
Die rechte Seite der Nordfassade springt vor und besitzt einen abgerundeten Balkon, der sich über beide Obergeschosse erstreckt. Das zweite Obergeschoss ist verglast und besitzt vier Säulen mit Kompositkapitellen, auf denen der mit Kreuzen verzierte Sturz ruht.
Die Westfassade besitzt vier Stockwerke, wobei das erste Obergeschoss links eine kleine Vorhalle mit einem Rundbogen aufweist, dazu vier Rechteckfenster, die durch breite, mit Mäandern eingefasste Paneele getrennt sind. Im zweiten Obergeschoss gibt es sechs schmale Fenster in Rechteckform und im dritten vier mit Rundbögen, von denen die mittleren ein Zwillingsfenster bilden. Die Südfassade, die teilweise an den Convento de Santa Cruz angebaut ist, ist die komplexeste und weist mehrere vorspringende Baukörper auf, darunter eine Floreia mit kantigen Säulen und zoomorphen Wasserspeiern.

### Inneres des Hauptgebäudes
Im Inneren des früheren Königspalasts befinden sich bemerkenswerte Kunstwerke großer portugiesischer Meister der damaligen Zeit, angefangen mit der großen Sammlung von Azulejos des Meisters Jorge Colaço, die Szenen der Lusiaden, der Stücke von Gil Vicente und aus dem Napoleonischen Krieg abbilden, über die anmutigen Skulpturen von António Augusto Gonçalves und Costa Mota, die Gemälde von João Vaz, welche Verse aus dem Seefahrerepos von Luís Vaz de Camões illustrieren, bis zu den Fresken von António Ramalho Júnior und von Carlos Reis.
Das Mobiliar besteht aus portugiesischen, indisch-portugiesischen und chinesischen Stücken, die durch prächtige Wandteppiche ergänzt werden. Weitere Höhepunkte sind die maurische Decke, der bemerkenswerte Fußboden aus exotischen Hölzern und die königliche Galerie.

#### Eingangshalle
Linkerhand befinden sich zwei Rundbögen mit Rosetten und pilzförmigem Zapfenschmuck, rechts ein großer, dreifach abgestufter Durchgangsbogen zum Lichthof des Treppenhauses. Dazwischen liegt ein flacher Doppelbogen, eingefasst durch einen kronenartigen Baldachin, dessen rechte Hälfte durch ein Azulejopaneel verschlossen ist, das den ersten Herzog von Wellington zu Pferde mit zwei Löwen zu seinen Füßen zeigt. Das Deckengewölbe ist ein Netzrippengewölbe, das durch Blütenrosetten verziert ist. Auch der Schlussstein, von dem eine Laterne hängt, bildet eine Blüte mit zwei Kreisen von Blütenblättern.

#### Treppenhaus

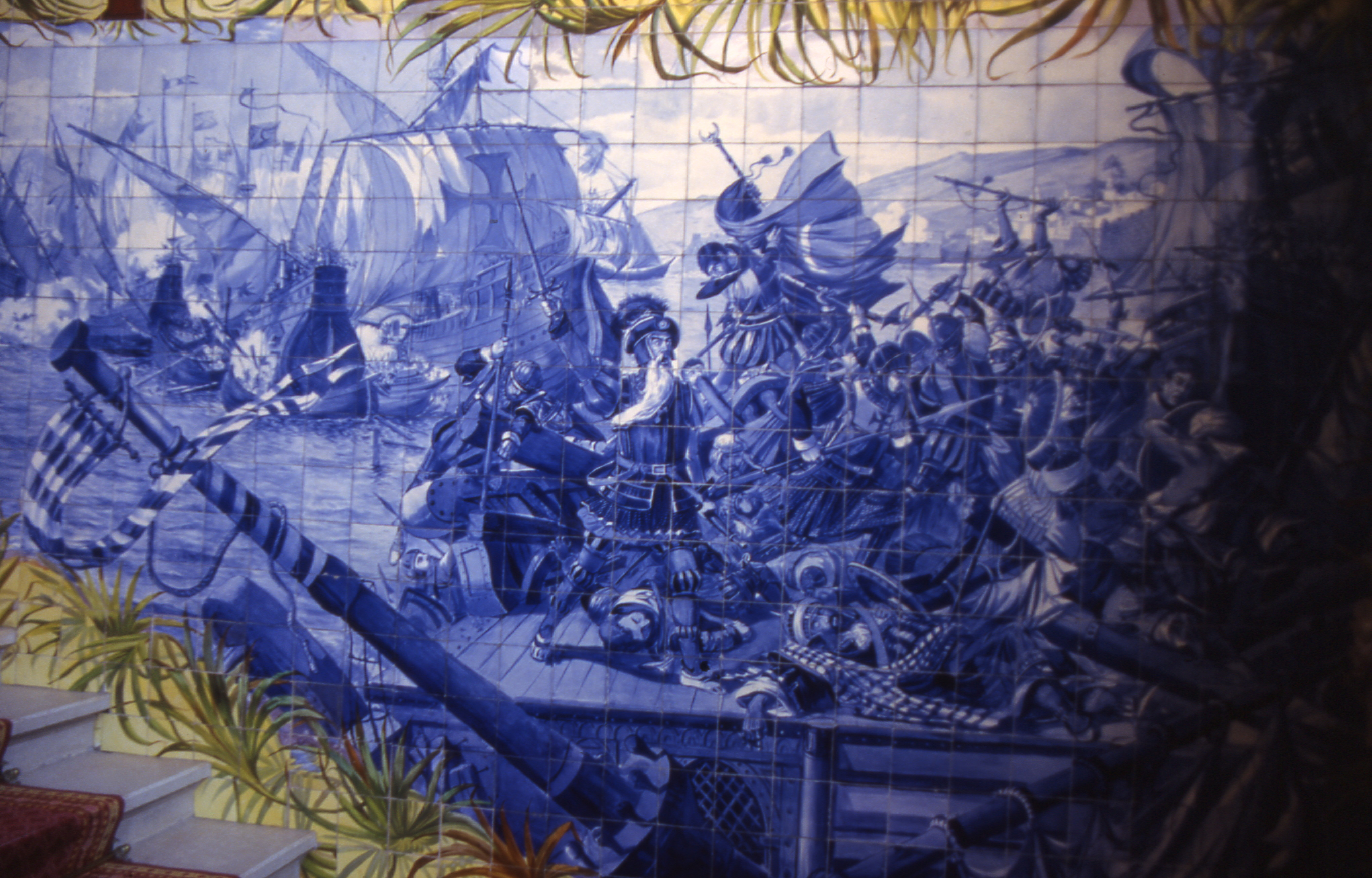
Azulejopaneel auf der rechten Seite des Treppenhauses: Eroberung Lissabons von den Mauren 1147

Im Atrium am Fuß des Treppe befindet sich gegenüber des Durchgangs zur Eingangshalle eine kleine Brunnenschale zentral zwischen zwei Rundbögen, deren Laibungen mit floralen Mustern dekoriert sind und die von einem üppig mit Blütengirlanden geschmückten Keilbogen eingefasst werden. Über der Brunnenschale befindet sich ein Baldachin mit der Skulptur einer sitzenden Frau, die in einem geöffneten Buch liest, das in ihrem Schoß liegt. Das Dach des Atriums bildet ein Rippengewölbe, das ein zentrales, doppeltes Oktogon umrahmt. Die Felder zwischen den zwei Achtecken sind abwechselnd mit floralem Dekor und Medaillons mit dem Christusritterkreuz gefüllt. Die Durchgänge zur Treppe bilden im Erd- und im ersten Obergeschoss jeweils flache Doppelbögen auf zentralen Säulen, die mit muschelförmigen Vertiefungen bedeckt sind.
Rechts an der ersten Treppenflucht befindet sich ein großes Azulejopaneel von 47 × 37 Fliesen, das die Eroberung Lissabons von den Mauren in Blau und Weiß unter einem vielfarbigen Band mit sechs, von Palmwedeln eingefassten Medaillons mit Löwenköpfen zeigt. Den Mittelpunkt dieses Abschlussbandes bildet ein rotes Christusritterkreuz, belegt mit einer weißen Scheibe, auf der eine Armillarsphäre abgebildet ist, die wiederum mit einem portugiesischen Wappenschild belegt ist. Links an der zweiten Treppenflucht ist ein weiteres großes Azulejoband von 21 × 53 Fliesen angebracht. Es zeigt in Blau und Weiß die Ankunft Vasco da Gamas in Indien unter einem ähnlichen Band wie auf der Gegenseite, mit dem Unterschied, dass die Medaillons hier Elefantenköpfe zeigen. Über den 1904 bis 1906 gefertigten Azulejos, befinden sich zwei große Fresken, die bedeutende portugiesische Seefahrer zeigen, und zwar rechts Prinz Heinrich den Seefahrer, Pedro Álvares Cabral und Vasco da Gama sowie links Afonso de Albuquerque, Francisco de Almeida und João de Coimbra.

## Umgebung
Die Gärten und der sie umgebende Park mit dem Kloster Santa Cruz do Buçaco, der Kalvarienberg, der mit seinen abgestuften Stationen den Passionsweg Christi auf der Via Dolorosa in Jerusalem nachbildet, das Hochkreuz und die unzähligen Kapellen und Einsiedeleien bilden das umfangreichste architektonische Ensemble, das der Orden der Unbeschuhten Karmeliten je erbaut hat. Das Tal der Farne mit seinen Teichen, die Fonte Fria mit dem künstlichen Wasserfall, der stark vom italienischen Einfluss Königin Maria Pias inspiriert ist, und die romantischen Aussichtspunkte sind weitere Attraktionen.
Als Gegensatz lädt das Militärmuseum von Buçaco, das 1910 zum 100. Jahrestag des Sieges eingerichtet wurde, zu einem Streifzug durch die Geschichte der Napoleonischen Kriege auf der iberischen Halbinsel ein, wobei der Schwerpunkt auf der Schlacht von Buçaco liegt, in der am 27. September 1810 die englisch-portugiesische Armee unter der Führung des Herzogs von Wellington die Truppen Napoleons besiegte.